# 鶴園

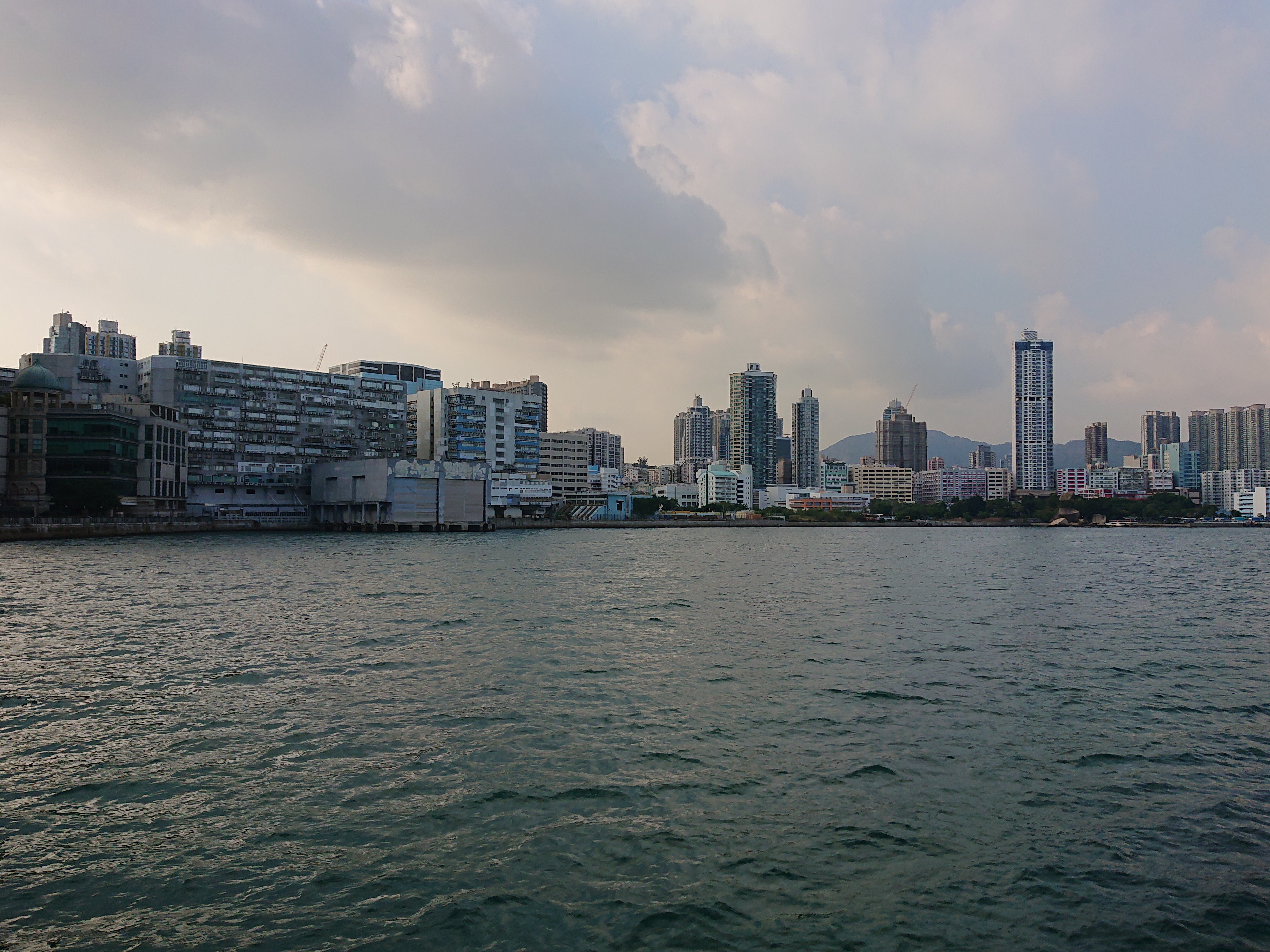
鶴園過路灣

鶴園（英語：Hok Yuen，舊作Hok Un）是一個位於香港九龍的地方，座落於紅磡，老龍坑和土瓜灣之間。範圍東至崇平街及鶴翔街，南至佛光街及民裕街，西至機利士北路，北至庇利街，中心點是鶴園街及鶴園東街。
鶴園崇潔街特式食肆林立，是九龍有名的美食街。

## 歷史
清朝時期，鶴園與紅磡、土瓜灣創立「紅磡三約公所」，公所協調該區三村居民的民生福利事宜。
1890年代末，政府在鶴園對出的過路灣填海，以發展工業區。青洲英泥於1900年在鶴園海濱設有大型水泥廠，馬頭圍道（原稱九龍城道）同期落成。
鶴園村位處鶴園山的東北面山麓，開埠初期鶴園是採石重地，吸引不少工人聚居。1911年，鶴園有華人居民1,272人。鶴園角石礦場是該區最大規模的石礦，一直運作至二戰後，後來改建成為高山道公園及高山劇場。

中華電力從1921年至1991年期間在鶴園設有鶴園第三發電廠。至1980年代起，該區逐漸轉型為住宅區。
1930年代，政府打通紅磡和土瓜灣之間的漆咸道，鶴園村被分成兩半，鶴園亦開始作城市化發展。1954年，觀音山木屋區被清拆，至1950年代中鶴園所有村舍已被清拆作平整土地。

### 高山大會
鶴園角亦是香港民主派的發源地，1984年《中英聯合聲明》簽訂，1986年數以千計的市民出席開始在高山劇場舉辦的「高山大會」討論《香港基本法》的起草和未來政制問題，並要求殖民地政府在1988年立法局選舉中舉行直選（八八直選），更收集到22萬的簽名向政府施壓，亦要求基本法起草委員會在《基本法》內容加入民主政制，但建議最後遭到港督衛奕信否決。此後1993年、2003年及2010年均有舉辦「高山大會」。

## 事件
2010年1月29日下午1時43分左右，在馬頭圍道45號一座1955年建成的5層唐樓全座塌下，造成4死2傷，是香港第二次世界大戰後的少有的同類事件，使香港政府及社會都關注全港同類型樓齡超過50年的唐樓的安全問題。

## 屋苑
- 冠山苑
- 紅磡花園
- 煥然懿居
- 寶御
- 薈點
- 傲形
- 悅目
- 啟岸

## 教育
- 聖公會聖提摩太小學
- 天神嘉諾撒學校
- 中華基督教會灣仔堂基道小學（九龍城）

## 社區設施
- 紅磡廣場
- 九龍城政府合署
- 紅磡消防局
- 機利士路郵政局
- 高山劇場
- 高山道公園
- 青州街遊樂場

## 宗教建築
- 鶴園角北帝廟

## 區議會
根據九龍城區選區分界圖，鶴園橫跨三個選區：鶴園海逸、家維及樂民
| 選區     | 屬於鶴園的範圍                                               |
| 鶴園海逸 | 馬頭圍道以東、紅磡道以西及民裕街以北的地區，包括工業區的範圍 |
| 家維     | 馬頭圍道以西、機利士路以東南及佛光街以北的地區               |
| 樂民     | 高山道一帶及樂民新村                                         |

## 附近地方
- 大環：位於鶴園之南
- 老龍坑：位於鶴園之西
- 採石山（紅燈山）：位於鶴園之西北